# Великије Луки
Великије Луки (рус. Великие Луки) град је у Русији и тек један од два града обласне субординације на подручју Псковске области. Налази се на западу европског дела Руске Федерације, односно на југу Псковске области. Важан је трговачки, индустријски и културно-образовни центар у области. Први писани подаци о граду датирају још из 1166. године, а званичан статус града носи од 1777. године.
Од 28. октобра 2008. град Великије Луки има почасно звање „Града војничке славе”.
Према проценама националне статистичке службе за 2016. годину у граду је живело 94.021 становника, што Велике Луке чини другим по величини градом у области, одмах после Пскова.
Град је током 2016. прославио 850 година од оснивања.

## Етимологија
Пре садашњег имена које је у званичној употреби од 1406. године град је носио назив Луки, а под тим именом се први пут помињао у једном од новгородских летописа из 1166. године.
У етимолошком смислу реч лука (у множини облик луки) у руском језику означава оштар меандар. Самим тим име града је у вези са бројним меандрима које прави река Ловат на свом делу тока кроз подручје на ком се град развио.
У староруском језику реч лука́ означавала је необрађен комад земље, док у бројним словенским језицима (попут украјинског, белоруског или словачког) иста реч има значење за ливаду (односно за делимично замочварену ливаду). Самим тим украјинска форма великі луки има значење велика ливада.
Према летописима један од првих управника града био је извесни новгородски намесник Лука из Холма те није искључена опција да је по њему касније цео град добио име.

## Географија
Град Великије Луки налази се у источном делу Псковске области и смештен је на обалама реке Ловат, на неких 313 километара југоисточно од административног центра области Пскова, односно на неких 500 километара западно од Москве. Град се налази на надморској висини од око 100 m, а градска територија обухвата подручје површине 60,1 km².
Река Ловат дели град на два дела и на свом делу тока кроз Велике Луке прави чак седам великих меандара. Поред Ловата кроз град протичу и његове притоке Лазавица и Золотовка, те потоци Коломенка, Озерцовски, Безимена, Мурзинка и Ситовка. Ловат на подручју код Великих Лука има просечан проток од око 20,2 м³/с.
Град се налази у зони умереноконтиненталне климе са јаким маритимним утицајима са Балтика. Зиме су дуге са израженим снежним падавинама, док су лета углавном умерено топла и кишовита. Град се налази у зони дувања јужних ветрова, а просечна брзина ветрова на том подручју је од 3,2 до 5,2 m у секунди. Реке су под ледом у просеку од 100 до 130 дана. Релативна влажност ваздуха висока је током целе године, посебно у јесењем и зимском делу године (80−88%), док се у пролеће и лето креће у вредностима 70−75%. У време пролећног поводња река плави околно подручје, а ниво подземних вода у граду расте и поплаве нису ретке.
Просечне температуре ваздуха крећу се од максималних 18 °C у јулу до минималних -6,0 °C у фебруару. Апсолутна максимална температура измерена је у августу и имала је вердност од 36,2 °C, док је апсолутни минимум -45,7 °C. Просечна количина падавина је 639 мм.

## Демографија
Према подацима са пописа становништва 2010. у граду је живело 98.778 становника, док је према проценама националне статистичке службе за 2016. варошица имала 94.021 становника. По подацима из 2016. град се налазио на 186. месту од укупно 1.112 градова у Руској Федерацији. Процентуални удео популације Великих Лука у становништву Псковске области је 14,55%.
| 1897. | 1939.  | 1959.  | 1970.  | 1979.   | 1989.   | 2002.   | 2010.  | 2016.  |
| ----- | ------ | ------ | ------ | ------- | ------- | ------- | ------ | ------ |
| 8.500 | 34.932 | 58.939 | 85.994 | 103.045 | 113.235 | 104.979 | 98.778 | 94.021 |

У етничком погледу основу популације града чине етнички Руси са уделом од око 97%, док су најбројније националне мањине Украјинци (0,80%), Белоруси (0,75%), Јермени (0,30%) и Азери (0,22%).

## Административна подела
Град Великије Луки има статус града обласне субординације унутар Псковске области и административно је уређен као засебан градски округ уунтар области (иости статус има град Псков). Град је административно подељен на 4 рејона: Северни, Јужни, Централни и Заречни.
Град је и административно седиште Великолушког рејона, иако сам град не улази у његов састав.

## Партнерски градови
Град Великије Луки има потписане уговоре о међународној сарадњи са следећим градовима:
- Марду (Естонија)
- Сејнејоки (Финска)
- Полацк (Белорусија)
- Џалалабад (Киргизија)